# Гутманс, Энди
Энди Гутманс (ивр. אנדי גוטמנס‎) — израильский программист со швейцарскими корнями, PHP разработчик и соучредитель Zend Technologies. Выпускник Хайфского университета Технион в Израиле. Гутманс и его однокурсник Зеев Сураски создали PHP 3 в 1997 году. В 1999 они написали Zend Engine, ядро PHP 4 и основали компанию Zend Technologies, которая с тех пор занимается разработкой ядра PHP. Название Zend было придумано как словослияние их имен, Зеев и Энди.
Гутманс в настоящее время является генеральным директором Zend Technologies. До назначения на этот пост в феврале 2009 года он возглавлял отдел R&D компании Zend, в задачи которого входила разработка всех продуктов Zend, в том числе проектов Zend Framework и PHP Development Tools.
Гутманс также является членом совета директоров Eclipse Foundation (с октября 2005 года), почетным членом Apache Software Foundation, а также был номинирован на премию Free Software Award за 1999 год.
В 2004 году он написал книгу под названием «PHP 5 Power Programming» совместно со Стигом Баккеном и Дериком Ретансом.